# 전업주부탐정~나는 그림자
전업주부탐정~나는 그림자(専業主婦探偵〜私はシャドウ 센교슈후탄테 와타시와샤도[*])는 가스야 노리코가 2007년 14호부터 2010년 23호까지 여성 잡지 YOU에 연재한 만화 《나는 섀도》를 원작으로 한 후카다 쿄코 주연의 TBS 금요일 드라마이다.

## 개요
후카다 쿄코의 TBS 금요 드라마 주연은 2001년 1분기 《Strawberry On the Shortcake》 이후 약 10년 6개월만이다.
캐치카피는 “나, 남편을 되찾기 위해, 탐정이 되겠습니다.” (私、夫を取り戻すために、探偵になります。).

## 등장 인물

### JJ 탐정 사무소
- 아사기 세리나 / 浅葱 芹菜 - 후카다 쿄코

전업주부. 다케후미를 위해 살아가고 싶다고, 그의 그림자가 되고 싶다고 생각한다. 운동 능력이 부족하며 기계치여서 우회전을 하지 못한다.
다른 사람과 비교하면 뒤쳐지는 부분이 많지만 통찰력은 좋다. 진나이에게 약점을 잡힌 뒤 탐정 사무소에서 아르바이트를 하게 된다.
- 진나이 하루키 / 陣内 春樹 - 키리타니 켄타

탐정 사무소 소장 겸 탐정. 세리나가 남성에게 성폭행 당하려던 현장을 찍고, 남편에게 알리고 싶지 않으면 30만 엔을 가지고 오라고 한다.
- 도시마 조지 / 十島 丈二 - 후루타 아라타

이발소 사장. ‘다른 여자’가 되어보지 않겠냐며 세리나를 변신 시키고, 사랑 받고 싶다면 스스로가 바뀔 필요가 있다고 조언한다.

### 히바리 증권 IR부 경영기획국
- 아사기 다케후미 / 浅葱 武文 - 후지키 나오히토

세리나의 남편이자, 세리나의 아버지 게이스케의 전 부하. 다이스케와 몰래 히바리 증원 21층의 동향을 살핀다.
- 후쿠주 고타로 / 福寿 幸太郎 - 하세가와 토모하루

- 가지키 게이고 / 梶木 圭吾 - 마루야마 토모미

투자 은행부에서 IR부로 이동해 온다.
- 마쓰시마 요스케 / 松島 洋輔 - 와타나베 쿠니토

- 요시나가 히사에 / 吉永 久栄 - 요시다 케이코

- 쓰루타 미노루 / 鶴田 実 - 코야마 케이타

- 고다 후미노리 / 幸田 文則 - 히노 요진

- 니야마 지하야 / 新山 千早 - 이시다 유리코

IR부 부장이자 다케후미의 상사. 진나이에게 세리나의 뒷조사를 의뢰한다.

### 히바리 증권 관계자
- 니야마 아키라 / 新山 晃 - 엔도 켄이치

상무이사이자 지하야의 남편.
- 후지모토 다이스케 / 藤元 泰介 - 코히나타 후미요

세리나의 아버지이자 다케후미의 전 상사. 히바리 증권의 전무였으나 현재는 자회사에 다니고 있다.

### 외
- 도쿠라 도모코 / 戸倉 もと子 - 아시나 세이

세리나의 친구이자 주부 잡지 편집자.
- 도쿠마루 아키코 / 徳丸 秋子 - 우에키 낫토

히바리 증권에 파견 된 청소부.
- 라면 가게 점원 - 사사키 타쿠마

### 각 화 게스트
제1화
- 스즈키 - 야마다 마호
- 다나카 - 마츠나가 쿄코

세리나의 동창생. 캐리어우먼. 실수해도 다그칠 수 없는, 사회적으로 평가 되지 않는, 누군가의 그림자로 살아가는 세리나를 섀도 워커라고 표현한다.
- 하세가와 다모쓰 - 오카모토 노부토

맨션 경비원. 거주자들에게 공기 취급 당하자 분한 마음에 거주자의 애견을 훔친다.
- 미나미자키 요 - 야스다 켄 (우정출연)

도모코가 주선한 미팅 자리에서 세리나를 알게 된다. 강제로 세리나를 덮치려던 순간 진나이가 방해한다.
제2화
- 무라카미 요시히코 - 찬 카와이

도쿄 리갈 입시학원생. 법무사를 꿈꾸지만 여덟 번 연속 낙방, 생활비를 벌기 위해 히로시마 물산전(展)에서 아르바이트를 하고 있다.
- 무라카미 야스에 - 야마구치 이즈미

요시히코의 어머니. 시험을 앞두고 사라진 아들을 찾기위해 JJ 탐정 사무소에 의뢰한다.
제3화
- 고다 아케미 - 아리모토 나리미
- 후미노리의 아내. 세리나처럼 남편을 ‘후미짱’이라고 부른다. 최근 1시간씩 늦게 들어오는 남편이 외도하는 것이 아닐까하고 걱정한다.

제4화
- 요코자와 신이치 - 스즈키 히로키 (유년기 : 나카시마 가이토)

모토코의 첫사랑. 현재 공사현장에서 일하고 있으며, 처자식과 살고 있다.
- 고누마 요시오 - 이시구로 히사야

취미로 댄스스쿨에 다닌다.
- 고누마 에미코 - 스나미 노리코

남편의 외도를 의심하여, JJ 탐정 사무소에 조사를 의뢰한다.
제5화
- 야마시타 스즈네 - 마츠모토 리오

진나이의 전 여자친구, 술집 ‘에메랄드’ 점장. 스즈네가 파견사원으로 일했던 부동산 회사에서 진나이를 만나 연인관계로 발전하였다.
- 미쓰오 - 스가와라 다이키치

스즈네의 현재 남자친구.
- 호프만 - 마이클 도미오카

니야마의 거래 상대.
- 마쓰모토 - 오하마 나오키

진나이의 동업자 탐정, 니야마가 고용한다.
제6화
- 마치다 유카 - 치하루

후쿠주의 연인. 도서관 사서. 자식이 둘 딸렸으며, 남편과는 이혼 조정중이다.
- 후쿠주 가즈코 - 아오키 카즈요

후쿠주의 모친. JJ 탐정 사무소에 아들이 만나는 여자에 대한 조사를 의뢰한다.
제7화
- 히토미 - RIO

조지의 전 아내. 파리에 살고 있는 패션 디자이너.
- 와타나베 미사키 - 데지마 유

과거, 조지와 관계를 가지고, 조지를 이혼하게 만든다.
제8 ~ 최종화
- 가메키치 - 고마쓰 가즈시게

종업원이 없는 주유소 오너. 차 정비부터 주유까지 무엇이든 척척 처리한다.

## 제작진
- 원작 : 가스야 노리코 《私はシャドウ》 (슈에이샤 문고)
- 각본 : 나카조노 미호, 야마오카 신스케
- 음악 : 나카니시 교, 데와 요시아키, 다지리 도모유키
- 음악 프로듀서 : 시다 히로히데
- 프로듀서 : 이소야마 아키
- 연출 : 가네코 후미노리, 야마무로 다이스케, 와타나베 아키히코
- 탐정 자문 : 종합탐정사 MR
- 제작저작 : TBS

## 주제가
- Perfume - Spice (スパイス) (Tokuma Japan Communications)

## 방송일·부제·시청률
| 각 화                                                      | 방송일           | 부제                                  | 각본                          | 연출              | 시청률 |
| ---------------------------------------------------------- | ---------------- | ------------------------------------- | ----------------------------- | ----------------- | ------ |
| 제1화                                                      | 2011년 10월 21일 | 지나치게 아름다운 남편의 비밀         | 나카조노 미호                 | 가네코 후미노리   | 12.6%  |
| 제2화                                                      | 2011년 10월 28일 | 출장이라는 이름의 불륜                | 나카조노 미호 야마오카 신스케 | 가네코 후미노리   | 8.7%   |
| 제3화                                                      | 2011년 11월 4일  | 아내는 보았다... 비밀스런 남편의 행동 | 야마오카 신스케               | 야마무로 다이스케 | 9.5%   |
| 제4화                                                      | 2011년 11월 11일 | 배신자의 밤                           | 나카조노 미호                 | 야마무로 다이스케 | 10.3%  |
| 제5화                                                      | 2011년 11월 18일 | 남편의 휴대 전화는 지옥 입구          | 후쿠마 마사히로               | 와타세 아키히코   | 9.5%   |
| 제6화                                                      | 2011년 11월 25일 | 남편과 탐정, 두 남자가 눈 앞에        | 나카조노 미호                 | 와타세 아키히코   | 10.2%  |
| 제7화                                                      | 2011년 12월 2일  | 내가 정말 사랑하는 사람은 누구?       | 후쿠마 마사히로               | 야마무로 다이스케 | 9.5%   |
| 제8화                                                      | 2011년 12월 9일  | 기습키스! 내가 주부가 아니게 되는 날  | 나카조노 미호                 | 와타세 아키히코   | 10.3%  |
| 최종화                                                     | 2011년 12월 16일 | 최종회! 내가 구하고 싶은 건 당신!     | 나카조노 미호                 | 야마무로 다이스케 | 9.8%   |
| 평균 시청률 10.04% (시청률은 간토 지구 비디오 리서치 조사) |                  |                                       |                               |                   |        |